# Выборы в Московскую городскую думу (2019)
Выборы в Московскую городскую думу седьмого созыва состоялись в единый день голосования 8 сентября 2019 года. Выборы прошли по мажоритарной системе, были избраны 45 депутатов в 45 одномандатных округах. Депутаты Московской городской думы были избраны на 5 лет до 2024 года.
На 1 июля 2019 года в Москве зарегистрировано 7 308 469 избирателей.
Независимые от политических партий кандидаты в депутаты Мосгордумы, а также кандидаты от непарламентской оппозиции заявляли о многочисленных нарушениях со стороны Московской городской избирательной комиссии (МГИК) и избирательных комиссий окружного уровня в процессе принятия решений о регистрации кандидатов в депутаты, что вызвало широкий общественный резонанс и стало причиной массовых акций протеста в Москве, сопровождавшихся административными арестами незарегистрированных кандидатов. Митинги на проспекте академика Сахарова 20 июля и 10 августа 2019 года стали крупнейшими политическими акциями с 2011 года, а несогласованный митинг у мэрии 27 июля 2019 года стал рекордным по количеству задержанных среди митингов нескольких предыдущих лет. МГИК со своей стороны заявил о давлении со стороны незарегистрированных кандидатов.
Явка избирателей составила 21,77 %. Согласно результатам выборов, 16 депутатов из 45 из предыдущего созыва городской думы сохранили свои места. В округах победили 25 самовыдвиженцев, поддержанных партией «Единая Россия», 13 кандидатов от КПРФ, 3 — от «Справедливой России», 3 — от «Яблока» и 1 самовыдвиженец, поддержанный этой партией.
На результаты выборов в Мосгордуму, как считает ряд экспертов, также оказало влияние «Умное голосование» Алексея Навального — проект, целью которого было организованное голосование избирателей за определённого, «единого», кандидата, не связанного с партией «Единая Россия», в целях уменьшения представительства этой партии в московском парламенте.

## Подготовка к выборам
В марте 2019 года Московская городская избирательная комиссия предложила дать право голоса гражданам с временной регистрацией. При этом в мае того же года президентом России был подписан ранее принятый парламентом закон, вносящий в федеральное законодательство изменения, в частности позволяющие гражданам Российской Федерации, не имеющим регистрацию по месту жительства, но имеющих регистрацию по месту пребывания, голосовать на региональных выборах и референдумах. В апреле пресс-служба Мосгоризбиркома сообщила, что граждане, не имеющие регистрации по месту жительства в Москве, получат возможность голосовать на выборах регионального уровня в городе не ранее 2023 года, поэтому выборы 2019 года пройдут в обычном формате.
Мосгоризбирком заявил об организации 3616 избирательных участков, из них 3440 — по месту жительства, 176 — в местах временного пребывания (больницах, санаториях, местах содержания под стражей подозреваемых и обвиняемых и других местах временного пребывания). В день голосования 8 сентября 2019 года в Москве открылись 3605 избирательных участков, из которых 162 — в местах временного пребывания и 3 — электронные.
Движение в защиту прав избирателей «Голос» проанализировало тиражи московских газет, учреждённых префектурами административных округов, за период январь — июнь 2019 года и пришло к выводу, что в них систематически рекламировались «провластные» кандидаты в депутаты Мосгордумы.

### Интернет-голосование
В начале марта 2019 года на организованном Общественной палатой города Москвы форуме «Мой город — мой район. Перспективы развития» было объявлено о проведении на предстоящих выборах депутатов Московской городской Думы VII созыва эксперимента по электронному голосованию. Была сформирована рабочая группа для организации этого процесса.
В конце апреля рабочая группа решила рекомендовать Мосгоризбиркому отобрать для эксперимента три одномандатных избирательных округа. Из 45 округов для проведения эксперимента было выделено 16. Далее в них провели опрос муниципальных депутатов об отношении к интернет-голосованию. По решению депутатов семь округов были исключены из списка. Отбор трёх округов из оставшихся провели путём опроса жителей, зарегистрированных на портале «Активный гражданин», отбор проводился в течение недели с 3 по 9 июня. Были отобраны округа № 1, № 10, № 30.
Проведение экспериментального электронного голосования на выборах в Мосгордуму предусматривал федеральный закон, позволяющий гражданам с временной регистрацией голосовать на региональных выборах, принятый Государственной думой в третьем (окончательном) чтении 21 мая, одобренный Советом Федерации 22 мая и подписанный президентом России Владимиром Путиным 29 мая.
В августе 2019 года известный криптограф, директор по исследованиям Национального центра научных исследований Франции Пьеррик Годри обнаружил уязвимости в системе шифрования данных, которая затем использовалась при проведении выборов в Мосгордуму.

## Ключевые даты
- 5 июня 2019 года депутаты Мосгордумы на последнем своём заседании назначили выборы на 8 сентября 2019 года — единый день голосования (назначение даты происходит за 100—90 дней до дня голосования)[32][33]
- 6 июня МГИК утвердил и опубликовал календарный план мероприятий по подготовке и проведению выборов[34][35]
- с 6 июня по 5 июля — период выдвижения кандидатов и сбора подписей избирателей в поддержку их выдвижения (30 дней после назначения выборов)
- до 18:00 6 июля — срок представления документов для регистрации кандидатов[36]
- с 10 августа по 6 сентября — период агитации в СМИ
- 8 сентября — день голосования (с 08:00 до 20:00 по московскому времени)

## Избирательные округа
Москва разделена на 45 одномандатных округов, большая часть из которых включает в себя неполные районы, при этом схема округов с выборов 2014 года не изменилась.
| Одномандатные избирательные округа Москвы | Одномандатные избирательные округа Москвы | Одномандатные избирательные округа Москвы | Одномандатные избирательные округа Москвы |
| ОИК                                       | Районы | Избир.                                    | Подписи для рег.                          |
| ----------------------------------------- | --- | ----------------------------------------- | ----------------------------------------- |
| 01                                        | Зеленоград: Крюково, Матушкино, Савёлки, Силино, Старое Крюково | 170 190                                   | 5106                                      |
| 02                                        | Куркино, Молжаниновский, Северное Тушино, Южное Тушино | 174 313                                   | 5230                                      |
| 03                                        | Митино, Покровское-Стрешнево, частично Щукино | 177 162                                   | 5315                                      |
| 04                                        | Крылатское, Строгино, частично Кунцево | 175 445                                   | 5264                                      |
| 05                                        | Филёвский парк, Хорошёво-Мнёвники, частично Щукино | 177 149                                   | 5315                                      |
| 06                                        | Головинский, Левобережный, Ховрино, частично Западное Дегунино | 173 647                                   | 5210                                      |
| 07                                        | Восточное Дегунино, Дмитровский, частично Западное Дегунино, частично Бескудниковский | 171 081                                   | 5133                                      |
| 08                                        | Аэропорт, Войковский, Коптево, Сокол | 176 983                                   | 5310                                      |
| 09                                        | Беговой, Савёловский, Тимирязевский, Хорошёвский, частично Бескудниковский | 173 117                                   | 5194                                      |
| 10                                        | Бибирево, Лианозово, Северный | 176 136                                   | 5285                                      |
| 11                                        | Алтуфьевский, Марфино, Отрадное | 175 532                                   | 5266                                      |
| 12                                        | Свиблово, Северное Медведково, Южное Медведково | 155 980                                   | 4680                                      |
| 13                                        | Бабушкинский, Лосиноостровский, Ярославский | 166 862                                   | 5006                                      |
| 14                                        | Алексеевский, Бутырский, Марьина роща, Останкинский, Ростокино | 172 217                                   | 5167                                      |
| 15                                        | Гольяново, Метрогородок, частично Северное Измайлово | 145 155                                   | 4355                                      |
| 16                                        | Богородское, Преображенское, частично Соколиная гора | 145 474                                   | 4365                                      |
| 17                                        | Перово, частично Ивановское, частично Соколиная гора | 145 676                                   | 4371                                      |
| 18                                        | Восточное Измайлово, Восточный, Измайлово, частично Северное Измайлово | 145 147                                   | 4355                                      |
| 19                                        | Новогиреево, частично Вешняки, частично Ивановское | 145 340                                   | 4361                                      |
| 20                                        | Косино-Ухтомский, Некрасовка, Новокосино, частично Вешняки, частично Выхино-Жулебино | 147 832                                   | 4435                                      |
| 21                                        | частично Выхино-Жулебино, частично Рязанский | 156 741                                   | 4703                                      |
| 22                                        | Капотня, частично Люблино, частично Марьино | 152 760                                   | 4583                                      |
| 23                                        | Кузьминки, частично Люблино, частично Рязанский | 149 075                                   | 4473                                      |
| 24                                        | Лефортово, Нижегородский, Текстильщики, Южнопортовый | 176 256                                   | 5288                                      |
| 25                                        | Печатники, частично Марьино | 148 276                                   | 4449                                      |
| 26                                        | Братеево, Зябликово, частично Орехово-Борисово Южное | 147 175                                   | 4416                                      |
| 27                                        | Орехово-Борисово Северное, частично Орехово-Борисово Южное | 152 197                                   | 4566                                      |
| 28                                        | Москворечье-Сабурово, частично Царицыно, частично Нагатинский затон | 150 374                                   | 4512                                      |
| 29                                        | Бирюлёво Восточное, Бирюлёво Западное, частично Царицыно | 149 589                                   | 4488                                      |
| 30                                        | Чертаново Центральное, Чертаново Южное | 159 827                                   | 4795                                      |
| 31                                        | Нагорный, Чертаново Северное, частично Зюзино | 148 433                                   | 4453                                      |
| 32                                        | Даниловский, Донской, Нагатино-Садовники, частично Нагатинский затон | 149 141                                   | 4475                                      |
| 33                                        | Южное Бутово, частично Северное Бутово | 176 224                                   | 5287                                      |
| 34                                        | Ясенево, частично Зюзино, частично Северное Бутово | 166 292                                   | 4989                                      |
| 35                                        | Коньково, Тёплый стан | 175 756                                   | 5273                                      |
| 36                                        | Котловка, Обручевский, Черёмушки | 145 107                                   | 4354                                      |
| 37                                        | Академический, Гагаринский, Ломоносовский, частично Проспект Вернадского | 174 072                                   | 5223                                      |
| 38                                        | частично Проспект Вернадского, частично Тропарёво-Никулино; поселения Вороновское, Воскресенское, Десёновское, Киевский, Клёновское, Московский, «Мосрентген», Рязановское, Роговское, Сосенское, Филимонковское, Щаповское, Щербинка | 174 943                                   | 5249                                      |
| 39                                        | Внуково, Ново-Переделкино; поселения Внуковское, Кокошкино, Краснопахорское, Марушкинское, Михайлово-Ярцевское, Новофёдоровское, Первомайское, Троицк                                                                                 | 155 001                                   | 4651                                      |
| 40                                        | Очаково-Матвеевское, Солнцево, частично Тропарёво-Никулино | 170 305                                   | 5110                                      |
| 41                                        | Можайский, частично Кунцево, частично Фили-Давыдково | 162 735                                   | 4883                                      |
| 42                                        | Дорогомилово, Раменки, частично Фили-Давыдково | 160 090                                   | 4803                                      |
| 43                                        | Арбат, Пресненский, Хамовники | 149 685                                   | 4491                                      |
| 44                                        | Замоскворечье, Таганский, Тверской, Якиманка | 159 496                                   | 4785                                      |
| 45                                        | Басманный, Красносельский, Мещанский, Сокольники | 150 228                                   | 4507                                      |

## Предвыборный период

### Выдвижение и регистрация кандидатов
Кандидатам для регистрации необходимо было собрать подписи избирателей в свою поддержку в количестве 3 % от всех избирателей округа (от 4500 до 5500 подписей). От сбора подписей были освобождены кандидаты, выдвинутые политическими партиями, представленными в Государственной думе («Единая Россия», КПРФ, ЛДПР, «Справедливая Россия»).
Тем не менее, «Единая Россия» от имени партии не выдвинула ни одного кандидата — её сторонники шли на выборы как самовыдвиженцы в силу того, что связь с «Единой Россией» негативно сказывалась на популярности у московских избирателей. 22 августа ТАСС сообщил, что «Единая Россия» поддержала 26 самовыдвинувшихся кандидатов, при этом не опубликовав их полный список.
| Субъект выдвижения  | Выдвинуто | Утративших статус выдвинутого кандидата | Отказы в регистрации | Выбывшие (после регистрации) | Зарегистрировано |
| ------------------- | --------- | --------------------------------------- | -------------------- | ---------------------------- | ---------------- |
| Самовыдвижение      | 188       | 87                                      | 39                   | 4                            | 60               |
| Единая Россия       | 0         | 0                                       | 0                    | 0                            | 0                |
| КПРФ                | 44        | 0                                       | 0                    | 2                            | 40               |
| ЛДПР                | 45        | 0                                       | 0                    | 0                            | 45               |
| Справедливая Россия | 42        | 1                                       | 0                    | 2                            | 39               |
| Коммунисты России   | 41        | 7                                       | 2                    | 1                            | 32               |
| Яблоко              | 15        | 7                                       | 5                    | 0                            | 3                |
| Родина              | 10        | 6                                       | 0                    | 0                            | 4                |
| Партия Роста        | 6         | 5                                       | 0                    | 0                            | 1                |
| Зелёные             | 3         | 1                                       | 1                    | 0                            | 1                |
| Гражданская сила    | 2         | 1                                       | 0                    | 0                            | 1                |
| Прочие партии       | 30        | 21                                      | 9                    | 0                            | 1                |
| Итого               | 426       | 136                                     | 56                   | 9                            | 225              |

| Кандидат                         | Субъект выдвижения            | Номер округа | Причина отказа                       | Причина отказа                                                                                  |
| Кандидат                         | Субъект выдвижения            | Номер округа | Признание подписей недействительными | Другая причина                                                                                  |
| -------------------------------- | ----------------------------- | ------------ | ------------------------------------ | ----------------------------------------------------------------------------------------------- |
| Алексеев Алексей Алексеевич      | Самовыдвижение                | 41           | 1 060 из 5 367                       | —                                                                                               |
| Андреев Александр Юрьевич        | Самовыдвижение                | 29           | 4 491 из 4 491                       | —                                                                                               |
| Андрианова Зоя Алексеевна        | Самовыдвижение                | 9            | 935 из 5 686                         | —                                                                                               |
| Аставина Александра Владимировна | «Зелёные»                     | 43           | 284 из 4 700                         | —                                                                                               |
| Бабушкин Андрей Владимирович     | «Яблоко»                      | 11           | 5 753 из 5 792                       | —                                                                                               |
| Белова Анастасия Нурисламовна    | «Партия родителей будущего»   | 20           | 635 из 4 726                         | —                                                                                               |
| Брюханова Анастасия Андреевна    | «Яблоко»                      | 42           | 1 118 из 5 283                       | —                                                                                               |
| Булыкин Дмитрий Олегович         | Самовыдвижение                | 43           | 557 из 4 928                         | —                                                                                               |
| Бурмистров Владимир Борисович    | Самовыдвижение                | 38           | —                                    | не сданы подписные листы и иные необходимые документы                                           |
| Васильев Георгий Ревазович       | Самовыдвижение                | 42           | —                                    | не сданы подписные листы и иные необходимые документы                                           |
| Власов Сергей Сергеевич          | Самовыдвижение                | 25           | —                                    | сдано недостаточное количество подписей (704, должно быть 4 449)                                |
| Воронов Владислав Алексеевич     | «Партия родителей будущего»   | 43           | —                                    | неполный комплект документов                                                                    |
| Галямина Юлия Евгеньевна         | Самовыдвижение                | 9            | 1 003 из 5 713                       | —                                                                                               |
| Гончаров Кирилл Алексеевич       | «Яблоко»                      | 32           | 2 115 из 4 719                       | —                                                                                               |
| Гудков Геннадий Владимирович     | Самовыдвижение                | 2            | 2 478 из 5 750                       | —                                                                                               |
| Гудков Дмитрий Геннадьевич       | Самовыдвижение                | 5            | 1 019 из 5 846                       | —                                                                                               |
| Давыдова Полина Сергеевна        | «Возрождение аграрной России» | 23           | 4 603 из 4 603                       | —                                                                                               |
| Дегтярёва Вера Вячеславовна      | Самовыдвижение                | 30           | —                                    | сдано недостаточное количество подписей (3 712, должно быть 4 795)                              |
| Жданов Иван Юрьевич              | Самовыдвижение                | 8            | 1 180 из 5 781                       | —                                                                                               |
| Загородних Александр Григорьевич | «Партия возрождения России»   | 3            | 1 099 из 5 831                       | —                                                                                               |
| Игнатова Екатерина Анатольевна   | Самовыдвижение                | 14           | 1 139 из 5 678                       | —                                                                                               |
| Кадеркаев Рашид Умерович         | «Партия возрождения России»   | 5            | 1 385 из 5 846                       | —                                                                                               |
| Квачкова Надежда Михайловна      | Самовыдвижение                | 42           | 5 211 из 5 272                       | —                                                                                               |
| Коледа Мария Васильевна          | Самовыдвижение                | 45           | 452 из 4 570                         | —                                                                                               |
| Корнеев Михаил Александрович     | «Национальный курс»           | 13           | —                                    | не сданы подписные листы и иные необходимые документы                                           |
| Кузнецов Владимир Александрович  | Самовыдвижение                | 5            | 1 481 из 5 837                       | —                                                                                               |
| Кульнев Иван Анатольевич         | Самовыдвижение                | 23           | 4 727 из 4 727                       | —                                                                                               |
| Лазарев Сергей Евгеньевич        | Самовыдвижение                | 30           | 1 466 из 5 274                       | —                                                                                               |
| Лисица Константин Валентинович   | Самовыдвижение                | 33           | 722 из 5 815                         | —                                                                                               |
| Лукьянец Марина Александровна    | Самовыдвижение                | 40           | 754 из 5 620                         | —                                                                                               |
| Митрохин Сергей Сергеевич        | «Яблоко»                      | 43           | 618 из 4 940                         | —                                                                                               |
| Морев Андрей Зиновьевич          | «Яблоко»                      | 44           | —                                    | сдано недостаточное количество подписей (3 553, должно быть 4 785)                              |
| Мусатов Олег Константинович      | Самовыдвижение                | 30           | 883 из 4 872                         | —                                                                                               |
| Остранков Никита Евгеньевич      | «Коммунисты России»           | 45           | 486 из 4 784                         | —                                                                                               |
| Павлова Елена Валентиновна       | «Партия родителей будущего»   | 25           | —                                    | сдано недостаточное количество подписей (598, должно быть 4 449)                                |
| Подзоров Александр Георгиевич    | «Коммунисты России»           | 2            | 846 из 5 750                         | —                                                                                               |
| Полещук Николай Петрович         | Самовыдвижение                | 11           | —                                    | сдано недостаточное количество подписей (25, должно быть 5 266)                                 |
| Придорожный Алексей Николаевич   | Самовыдвижение                | 38           | —                                    | сдано недостаточное количество подписей (5 243, должно быть 5 249)                              |
| Ретеюм Алексей Александрович     | Самовыдвижение                | 45           | —                                    | сдано недостаточное количество подписей (890, должно быть 4 507)                                |
| Родионов Владимир Михайлович     | «Народный альянс»             | 8            | 1 202 из 5 841                       | —                                                                                               |
| Руденко Александр Вячеславович   | Самовыдвижение                | 42           | 1 441 из 5 200                       | —                                                                                               |
| Русакова Елена Леонидовна        | «Яблоко»                      | 37           | 1 205 из 5 745                       | —                                                                                               |
| Серебрянская Юлия Александровна  | Самовыдвижение                | 45           | 2 154 из 4 957                       | —                                                                                               |
| Смирнов Сергей Николаевич        | Самовыдвижение                | 25           | —                                    | сдано недостаточное количество подписей (1, должно быть 4 449)                                  |
| Соболь Любовь Эдуардовна         | Самовыдвижение                | 43           | 712 из 4 940                         | —                                                                                               |
| Собянина Ирина Витальевна        | Самовыдвижение                | 28           | —                                    | не сданы подписные листы и иные необходимые документы                                           |
| Соколов Андрей Алексеевич        | Самовыдвижение                | 43           | 580 из 4 940                         | —                                                                                               |
| Соловьёв Александр Юрьевич       | Самовыдвижение                | 3            | 2 414 из 5 727                       | —                                                                                               |
| Троицкий Сергей Евгеньевич       | Самовыдвижение                | 43           | 687 из 4 610                         | —                                                                                               |
| Хараидзе Кетеван Гурамовна       | Самовыдвижение                | 44           | —                                    | сдано недостаточное количество подписей (1 333, должно быть 4 785)                              |
| Шагиахметова Эльмира Камильевна  | Самовыдвижение                | 37           | 633 из 5 745                         | —                                                                                               |
| Шаргатова Зоя Ивановна           | Самовыдвижение                | 4            | —                                    | 1 207 из 5 601                                                                                  |
| Шелленберг Ольга Петровна        | Самовыдвижение                | 23           | —                                    | сдано недостаточное количество подписей (43, должно быть 4 473)                                 |
| Шишков Евгений Владимирович      | «Партия родителей будущего»   | 44           | —                                    | сдано недостаточное количество подписей (641, должно быть 4 785)                                |
| Шумакова Дарья Игоревна          | Самовыдвижение                | 3            | 1 677 из 5 469                       | —                                                                                               |
| Юшин Анатолий Павлович           | Самовыдвижение                | 43           | 555 из 4 926                         | —                                                                                               |
| Янкаускас Константин Стасисович  | Самовыдвижение                | 31           | 1 006 из 4 785                       | —                                                                                               |
| Яшин Илья Валерьевич             | Самовыдвижение                | 45           | 562 из 4 936                         | неоднократное использование кандидатом преимуществ своего должностного или служебного положения |

### Деятельность избирательных комиссий
По результатам проверки собранных кандидатами подписей Мосгоризбирком (МГИК) отказал в регистрации большинству независимых оппозиционных кандидатов, в частности Илье Яшину, Любови Соболь, Ивану Жданову, Юлии Галяминой, Констатину Янкаускасу и другим. Причиной был назван высокий процент забракованных подписей (максимально допустимая доля брака составляет 10 %).
Независимые кандидаты обвинили МГИК в подлоге при проверке подписей, направленном на то, чтобы под предлогом высокого процента брака не допустить оппозицию к участию выборах. Так, Дмитрий Гудков сообщил, что часть его подписей была забракована в ходе того, как члены рабочей комиссии вручную вбивали их в протокол для проверки по базам данных ГАС «Выборы» и МВД. При этом они, по словам кандидата, судя по всему намеренно вводили персональные данные с ошибками, а базы данных в таком случае сообщали, что таких людей, как «Анастасия Ыкторвна Балашова», «Папсуева Андрей Евгеньевич» и других не существует. Любовь Соболь сообщила, что проверку по базе УФМС проводили тайно от неё как кандидата, а справка почерковедов МВД представляет собой «просто бумажки, распечатанные на принтере, без объяснения методик оценки, расчётов, образцов почерка». В знак протеста c 13 июля Соболь объявила голодовку, завершившуюся 14 августа.
В то же время МГИК зарегистрировал, в частности, 32 кандидата-самовыдвиженца от партии «Коммунисты России», которую называют спойлером КПРФ. Кандидатов от этой партии ряд СМИ назвал неизвестными в Москве, в большинстве своём это домохозяйки, студенты и низкоквалифицированные работники. Кроме того, представители оппозиции заявляли о том, что на улицах Москвы не были замечены сборщики подписей за самовыдвиженцев, поддерживаемых «Единой Россией», а также засомневались в личностях указанных сборщиков подписей за кандидатов от «Коммунистов России». Также журналисты заявили, что деятельность самовыдвиженцев от «Коммунистов России» и самовыдвиженцев, поддерживаемых «Единой Россией», координируется из одного центра. Эти факторы спровоцировали развитие протестных настроений среди жителей города.
13 августа Мосгорсуд отменил решение окружной избирательной комиссии, повторно отказавшей члену партии «Яблоко» Сергею Митрохину в регистрации кандидатом в депутаты Мосгордумы, тем самым обязав зарегистрировать его кандидатом в депутаты.
В городскую избирательную комиссию поступило 23 жалобы от кандидатов, из которых только одна была удовлетворена.
26 июля 2019 года фонд «Либеральная миссия» опубликовал доклад «Итоги выдвижения и регистрации на выборах депутатов Московской городской Думы 8 сентября 2019 года». По мнению авторов доклада — Александра Кынева, Аркадия Любарева и Андрея Максимова — итоги регистрации кандидатов в МГД говорят об их неадекватности и несправедливости, дают основания предполагать наличие неравного подхода и даже дискриминации в процессе регистрации кандидатов. Журналисты «Новой газеты», проанализировав формат поданных кандидатами документов, пришли к выводу, что документы провластных кандидатов в Мосгордуму и ряда их соперников из числа системной оппозиции готовились одной командой специалистов.

## Предвыборная кампания

### Кандидаты от «Единой России»
«Единая Россия» начала свою предвыборную кампанию еще в декабре 2018 года. Предполагалось обновить столичный парламент на 70—75 %. Партийные кандидаты получили право идти на выборы как самостоятельные фигуры. Несколько действующих депутатов сменили округ выдвижения. В ряде округов выдвинулись кандидаты, заявившие, что идут на выборы как часть команды мэра Сергея Собянина, но никак не ассоциировавшие себя с какой-либо партией. Позитивные публикации в окружных медиа о кандидатов от «Единой России» начались еще в январе-феврале 2019 года, после старта кампании активно использовалась наружная реклама. Только в конце августа «Единая Россия» объявила, что официально поддерживает кампании 26 самовыдвиженцев.
Журналисты телеканала «Дождь», проанализировав данные о финансировании избирательных кампаний, заявили, что лояльные властям независимые самовыдвиженцы в Мосгордуму получили на свои избирательные кампании 800 миллионов рублей от фондов, связанных с «Единой Россией». Среди кандидатов, получавших пожертвования от таких фондов, оказались проректор Высшей школы экономики Валерия Касамара, главврач больницы имени Виноградова Ольга Шарапова, журналист «России-1» Андрей Медведев, телеведущая и пловчиха Мария Киселёва. Через счета жертвователей — Фонда народных проектов, Национального фонда поддержки регионального сотрудничества и развития и Фонда поддержки будущих поколений — прошло, по словам журналистов, 584 млн рублей, фонды спонсировали кандидатов в 21 из 45 избирательных округов. Согласно избирательному законодательству, одно лицо не может пожертвовать более 17,5 млн рублей, однако это правило нарушили девять кандидатов: Евгений Нифантьев (11-й округ), Наталья Починок (14-й), Антон Молев (16-й), Людмила Гусева (33-й), Ольга Шарапова (36-й), Ирина Назарова (18-й), Лариса Картавцева (10-й), Игорь Бускин (13-й) и Валерия Касамара (45-й).
Кроме того, все 20 прошедших в Мосгордуму представителей оппозиционных партий потратили на проведение избирательных кампаний 39,2 млн рублей, в то время как победившие в округах кандидаты, поддержанные «Единой Россией», потратили в девять раз больше — 341,5 млн рублей.
За несколько дней до выборов в нескольких сообществах соцсети «ВКонтакте» и на некоторых новостных сайтах появились сообщения о так называемом «списке Ланового», который совпадал со списком кандидатов, поддержанных мэрией Москвы. Сам Василий Лановой заявил, что никаких списков не составлял. Интернет-издание «Медуза» выяснило, что распространявшими список сообществами и сайтами управляют компании, связанные с мэрией Москвы.

### Умное голосование
В целях того, чтобы в Мосгордуму прошло меньшее количество представителей партии «Единая Россия», Алексей Навальный запустил проект «Умное голосование». Суть проекта заключалась в организованном голосовании избирателей за наиболее сильных кандидатов, не связанных с «Единой Россией». Русская служба Би-би-си составила полный путеводитель по кандидатам в московских избирательных округах.
3 сентября Алексей Навальный опубликовал список кандидатов «Умного голосования» (лиц, за которых призывали голосовать организаторы проекта для сопротивления кандидатам, имеющим поддержку «Единой России»). В списке находилось 33 кандидата КПРФ, 8 кандидатов от «Справедливой России», 3 от «Яблока» и один кандидат-самовыдвиженец, член «Яблока» Дарья Беседина.
В поддержку кандидатов умного голосования ФБК выпустил серию расследований «Московский коррупционер», в которых была показана недвижимость, принадлежащая, как утверждает ФБК, ряду депутатов Мосгордумы от «Единой России» (Андрею Метельскому, Алексею Шапошникову, Владимиру Платонову, Степану Орлову, Людмиле Стебенковой и Кириллу Щитову) и чиновникам мэрии Москвы (вице-мэрам Петру Бирюкову, Александру Горбенко и Наталье Сергуниной, Владимиру Регнацкому и главе Мосгоризбиркома Валентину Горбунову). Впоследствии сам Метельский, проигравший в своём округе, признал, что расследование ФБК в отношении него «серьезно повлияло» на результаты голосования.
Ближе к дате голосования появились фальшивые листовки «Умного голосования», призывавшие голосовать за кандидатов от «Коммунистов России», тогда как «Умное голосование» призывало голосовать за кандидатов от КПРФ.

### Другие представители несистемной оппозиции
В начале сентября 2019 года Михаил Ходорковский запустил сайт, где было опубликована информация об отношении кандидатов к «политическим репрессиям и полицейскому произволу». Его сайт подвергся резкой критике из-за упоминания якобы отрицательного отношения к этим явлениям Валерии Касамары, что было расценено как лицемерие с учетом поддержки её кандидатуры со стороны «Единой России» и Собянина.
Дмитрий Гудков также составил свой список «достойных кандидатов» по ряду избирательных округов, которые, впрочем, почти во всех случаях вошли и в список «Умного голосования».
Гарри Каспаров призывал к бойкоту выборов.

### Прогнозы
Накануне выборов, по информации газеты «Ведомости», в мэрии Москвы полагали, что явка может достичь 30 %. Повышение явки, с точки зрения источников газеты в мэрии, могло негативно сказаться на шансах поддержанных мэрией Москвы кандидатов, поскольку высокая явка снизила бы эффект от «административного привода» бюджетников на выборы. Тем не менее, источники газеты были уверены в «хорошем» результате выборов. До выборов в мэрии считали «опасными» 15-20 округов, после недопуска оппозиционных кандидатов к «опасным» там относили 5-6 округов, к «потенциально опасным» — ещё 4-5. ФОМ прогнозировал, что явка на выборы составит менее 25 %. Валентин Горбунов прогнозировал явку от 20 % до 25 %.

## Протесты в Москве
В рамках подготовки к выборам широкий общественный резонанс и массовые акции протеста вызвали заявления независимых кандидатов от несистемной оппозиции, объявивших о многочисленных нарушениях со стороны органов власти, избирательных комиссий и своих политических оппонентов в период и в процессе регистрации кандидатов.
Митинги на проспекте Сахарова 20 июля и 10 августа 2019 года стали крупнейшими политическими акциями в России после протестной волны 2011—2013 годов. На акции 27 июля были задержаны 1373 человека, что стало рекордным количеством задержанных на митинге за несколько предыдущих лет. МГИК со своей стороны заявил о давлении со стороны оппозиционных кандидатов. Последующее обжалование решений городской комиссии в ЦИК не принесло результатов.
Протесты сопровождались административными арестами незарегистрированных кандидатов в депутаты и следственными действиями по двум возбуждённым уголовным делам: по делу о воспрепятствовании работы московских избирательных комиссий и по делу о массовых беспорядках (так называемое «московское дело»). Первое из них, как сообщало агентство РБК, курировала Служба по защите конституционного строя (вторая служба) ФСБ России, которая занималась поиском связи оппозиции с иностранными структурами и доказывала финансирование протестных акций из-за рубежа.
Согласно опросу, проведенному «Левада-Центром» 7 августа, за протестами внимательно следили 29 % москвичей, ещё 48 % «что-то слышали об этом». 37 % опрошенных относились к протестам положительно, 27 % — отрицательно, 30 % — нейтрально.

## Результаты голосования
|                             |                                |           |        |               |              |  |  |
| Партия                      | Партия                         | Голосов   | %      | Мест получено | +/–          |  |  |
|                             | КПРФ                           | 499 643   | 31,40  | 13            | ▲ 8          |  |  |
|                             | Единая Россия (самовыдвиженцы) | 495 591   | 31,15  | 25            | ▼ 13         |  |  |
|                             | Справедливая Россия            | 196 896   | 12,38  | 3             | ▲ 3          |  |  |
|                             | ЛДПР                           | 138 145   | 8,68   | 0             | ▼ 1          |  |  |
|                             | Коммунисты России              | 79 062    | 4,97   | 0             | ▬            |  |  |
|                             | РОДП «Яблоко»                  | 63 193    | 3,97   | 4             | ▲ 4          |  |  |
|                             | Родина                         | 12 187    | 0,77   | 0             | ▼ 1          |  |  |
|                             | РЭП «Зелёные»                  | 2 155     | 0,13   | 0             | ▬            |  |  |
|                             | Гражданская сила               | 1 945     | 0,12   | 0             | ▬            |  |  |
|                             | Партия роста                   | 1 253     | 0,08   | 0             | ▬            |  |  |
|                             | Независимые кандидаты          | 41 802    | 2,63   | 0             | новая партия |  |  |
| Всего                       | Всего                          | 1 531 872 | 100,00 | 45            |              |  |  |
|                             |                                |           |        |               |              |  |  |
| Действительных бюллетеней   | Действительных бюллетеней      | 1 531 872 | 96,28  |               |              |  |  |
| Недействительных бюллетеней | Недействительных бюллетеней    | 59 182    | 3,72   |               |              |  |  |
| Всего бюллетеней            | Всего бюллетеней               | 1 591 054 | 100,00 |               |              |  |  |
| Явка избирателей            | Явка избирателей               | 7 308 469 | 21,77  |               |              |  |  |

Итоговая явка избирателей составила 21,77 %.
Согласно результатам выборов, в Мосгордуму прошли 25 кандидатов, поддержанных «Единой Россией» или мэрией Москвы, 13 кандидатов от КПРФ, 4 представителя партии «Яблоко» и 3 кандидата от «Справедливой России». Все представители оппозиционных партий, прошедших в Мосгордуму, были поддержаны «Умным голосованием».
По мнению политологов, на успех кандидатов от партий оппозиции повлиял рост протестных настроений среди избирателей, сокративший электоральную базу кандидатов, поддержанных мэрией Москвы, и снижением уровня конкуренции внутри оппозиционных партий, обусловленным как стратегией «Умного голосования», так и нерегистрацией кандидатов в депутаты избирательными комиссиями.
В столбце «Депутат» словом «Да» отмечены кандидаты, на момент выборов являющиеся депутатами Мосгордумы 6 созыва. Жирным шрифтом выделены победители в своём округе.
| Результаты выборов в Московскую городскую думу по округам | Результаты выборов в Московскую городскую думу по округам | Результаты выборов в Московскую городскую думу по округам | Результаты выборов в Московскую городскую думу по округам | Результаты выборов в Московскую городскую думу по округам | Результаты выборов в Московскую городскую думу по округам | Результаты выборов в Московскую городскую думу по округам | Результаты выборов в Московскую городскую думу по округам | Результаты выборов в Московскую городскую думу по округам | Результаты выборов в Московскую городскую думу по округам |
| ОИК                                                       | Явка                                                      |                                                           | Кандидат                                                  | Выдвижение                                                | Депутат                                                   | Кандидат поддержан                                        | Результат                                                 | Результат                                                 |                                                           |
| ОИК                                                       | Явка                                                      | Голоса                                                    | Кандидат                                                  | Выдвижение                                                | Депутат                                                   | Кандидат поддержан                                        | %                                                         |                                                           |                                                           |
| --------------------------------------------------------- | --------------------------------------------------------- | --------------------------------------------------------- | --------------------------------------------------------- | --------------------------------------------------------- | --------------------------------------------------------- | --------------------------------------------------------- | --------------------------------------------------------- | --------------------------------------------------------- | --------------------------------------------------------- |
| 1                                                         | 24,27 %                                                   |                                                           | Титов Андрей Михайлович                                   | самовыдвижение                                            |                                                           | «Единой Россией», Мэрией Москвы                           | 16 136                                                    | 40,14 %                                                   |                                                           |
| 1                                                         | 24,27 %                                                   |                                                           | Ульянченко Иван Викторович                                | КПРФ                                                      |                                                           | Умным голосованием                                        | 14 165                                                    | 35,24 %                                                   |                                                           |
| 1                                                         | 24,27 %                                                   |                                                           | Никитушкина Светлана Аркадьевна                           | Справедливая Россия                                       |                                                           |                                                           | 3403                                                      | 8,47 %                                                    |                                                           |
| 1                                                         | 24,27 %                                                   |                                                           | Жагина Ольга Михайловна                                   | Коммунисты России                                         |                                                           |                                                           | 3332                                                      | 8,29 %                                                    |                                                           |
| 1                                                         | 24,27 %                                                   |                                                           | Милованов Вячеслав Анатольевич                            | ЛДПР                                                      |                                                           |                                                           | 3156                                                      | 7,85 %                                                    |                                                           |
| 2                                                         | 20,89 %                                                   |                                                           | Локтев Дмитрий Александрович                              | КПРФ                                                      |                                                           | Умным голосованием                                        | 15 091                                                    | 41,37 %                                                   |                                                           |
| 2                                                         | 20,89 %                                                   |                                                           | Воловец Светлана Альбертовна                              | самовыдвижение                                            |                                                           | «Единой Россией», Мэрией Москвы                           | 14 079                                                    | 38,59 %                                                   |                                                           |
| 2                                                         | 20,89 %                                                   |                                                           | Петров Андрей Юрьевич                                     | ЛДПР                                                      |                                                           |                                                           | 3456                                                      | 9,47 %                                                    |                                                           |
| 2                                                         | 20,89 %                                                   |                                                           | Жуков Владислав Владимирович                              | Справедливая Россия                                       |                                                           |                                                           | 2809                                                      | 7,70 %                                                    |                                                           |
| 2                                                         | 20,89 %                                                   |                                                           | Рассудов Павел Юрьевич                                    | самовыдвижение                                            |                                                           |                                                           | 1046                                                      | 2,87 %                                                    |                                                           |
| 3                                                         | 20,86 %                                                   |                                                           | Соловьев Александр Сергеевич                              | Справедливая Россия                                       |                                                           | Умным голосованием                                        | 13 578                                                    | 36,52 %                                                   |                                                           |
| 3                                                         | 20,86 %                                                   |                                                           | Цветкова Сабина Алановна                                  | самовыдвижение                                            |                                                           | «Единой Россией», Мэрией Москвы                           | 12 795                                                    | 34,42 %                                                   |                                                           |
| 3                                                         | 20,86 %                                                   |                                                           | Воскресенский Леонид Игоревич                             | Коммунисты России                                         |                                                           |                                                           | 8010                                                      | 21,55 %                                                   |                                                           |
| 3                                                         | 20,86 %                                                   |                                                           | Шевченко Юрий Владимирович                                | ЛДПР                                                      |                                                           |                                                           | 2792                                                      | 7,51 %                                                    |                                                           |
| 4                                                         | 20,87 %                                                   |                                                           | Киселева Мария Александровна                              | самовыдвижение                                            |                                                           | Единой Россией, Мэрией Москвы                             | 14 835                                                    | 42,74 %                                                   |                                                           |
| 4                                                         | 20,87 %                                                   |                                                           | Десяткин Сергей Евгеньевич                                | КПРФ                                                      |                                                           | Умным голосованием                                        | 12 598                                                    | 36,29 %                                                   |                                                           |
| 4                                                         | 20,87 %                                                   |                                                           | Митина Дарья Александровна                                | Коммунисты России                                         |                                                           |                                                           | 3589                                                      | 10,34 %                                                   |                                                           |
| 4                                                         | 20,87 %                                                   |                                                           | Бессонов Владимир Анатольевич                             | ЛДПР                                                      |                                                           |                                                           | 2348                                                      | 6,76 %                                                    |                                                           |
| 4                                                         | 20,87 %                                                   |                                                           | Лобах Эрик Наэльевич                                      | Справедливая Россия                                       |                                                           |                                                           | 1344                                                      | 3,87 %                                                    |                                                           |
| 5                                                         | 22,11 %                                                   |                                                           | Бабаян Роман Георгиевич                                   | самовыдвижение                                            |                                                           | Единой Россией, Мэрией Москвы                             | 18 524                                                    | 48,74 %                                                   |                                                           |
| 5                                                         | 22,11 %                                                   |                                                           | Удальцова Анастасия Олеговна                              | КПРФ                                                      |                                                           | Умным голосованием                                        | 15 598                                                    | 41,05 %                                                   |                                                           |
| 5                                                         | 22,11 %                                                   |                                                           | Доможирова Ксения Валерьевна                              | Справедливая Россия                                       |                                                           |                                                           | 2196                                                      | 5,78 %                                                    |                                                           |
| 5                                                         | 22,11 %                                                   |                                                           | Литвинов Алексей Сергеевич                                | ЛДПР                                                      |                                                           |                                                           | 1685                                                      | 4,43 %                                                    |                                                           |
| 6                                                         | 22,51 %                                                   |                                                           | Бунимович Евгений Абрамович                               | Яблоко                                                    |                                                           | Умным голосованием                                        | 16 732                                                    | 41,90 %                                                   |                                                           |
| 6                                                         | 22,51 %                                                   |                                                           | Балыхин Михаил Григорьевич                                | самовыдвижение                                            |                                                           | Единой Россией, Мэрией Москвы                             | 11 449                                                    | 28,66 %                                                   |                                                           |
| 6                                                         | 22,51 %                                                   |                                                           | Мельников Алексей Владимирович                            | КПРФ                                                      |                                                           |                                                           | 6921                                                      | 17,33 %                                                   |                                                           |
| 6                                                         | 22,51 %                                                   |                                                           | Крутских Наталья Васильевна                               | Коммунисты России                                         |                                                           |                                                           | 2496                                                      | 6,25 %                                                    |                                                           |
| 6                                                         | 22,51 %                                                   |                                                           | Почернин Алексей Юрьевич                                  | ЛДПР                                                      |                                                           |                                                           | 2341                                                      | 5,86 %                                                    |                                                           |
| 7                                                         | 21,22 %                                                   |                                                           | Перфилова Надежда Рафаиловна                              | самовыдвижение                                            | Да                                                        | Единой Россией, Мэрией Москвы                             | 12 909                                                    | 37,02 %                                                   |                                                           |
| 7                                                         | 21,22 %                                                   |                                                           | Звягинцев Петр Семенович                                  | КПРФ                                                      |                                                           | Умным голосованием                                        | 12 772                                                    | 36,63 %                                                   |                                                           |
| 7                                                         | 21,22 %                                                   |                                                           | Вербенкин Антон Юрьевич                                   | ЛДПР                                                      |                                                           |                                                           | 3371                                                      | 9,67 %                                                    |                                                           |
| 7                                                         | 21,22 %                                                   |                                                           | Кушаков Павел Николаевич                                  | Справедливая Россия                                       |                                                           |                                                           | 3132                                                      | 8,98 %                                                    |                                                           |
| 7                                                         | 21,22 %                                                   |                                                           | Жуков Константин Аркадьевич                               | Коммунисты России                                         |                                                           |                                                           | 2686                                                      | 7,70 %                                                    |                                                           |
| 8                                                         | 23,20 %                                                   |                                                           | Беседина Дарья Станиславовна                              | самовыдвижение                                            |                                                           | Умным голосованием, Яблоком                               | 14 911                                                    | 37,60 %                                                   |                                                           |
| 8                                                         | 23,20 %                                                   |                                                           | Кумин Вадим Валентинович                                  | КПРФ                                                      |                                                           | Мэрией Москвы                                             | 12 805                                                    | 32,28 %                                                   |                                                           |
| 8                                                         | 23,20 %                                                   |                                                           | Панина Ольга Григорьевна                                  | Справедливая Россия                                       |                                                           |                                                           | 5774                                                      | 14,56 %                                                   |                                                           |
| 8                                                         | 23,20 %                                                   |                                                           | Копейкина Екатерина Николаевна                            | самовыдвижение                                            |                                                           | «Единой Россией»                                          | 2765                                                      | 6,97 %                                                    |                                                           |
| 8                                                         | 23,20 %                                                   |                                                           | Власов Василий Максимович                                 | ЛДПР                                                      |                                                           |                                                           | 2153                                                      | 5,43 %                                                    |                                                           |
| 8                                                         | 23,20 %                                                   |                                                           | Луговская Елена Константиновна                            | Партия Роста                                              |                                                           |                                                           | 1253                                                      | 3,16 %                                                    |                                                           |
| 9                                                         | 21,80 %                                                   |                                                           | Медведев Андрей Андреевич                                 | самовыдвижение                                            |                                                           | Единой Россией, Мэрией Москвы                             | 15 580                                                    | 41,63 %                                                   |                                                           |
| 9                                                         | 21,80 %                                                   |                                                           | Степанов Николай Валерьевич                               | КПРФ                                                      |                                                           | Умным голосованием                                        | 15 067                                                    | 40,26 %                                                   |                                                           |
| 9                                                         | 21,80 %                                                   |                                                           | Бакашева Екатерина Сергеевна                              | Коммунисты России                                         |                                                           |                                                           | 2451                                                      | 6,55 %                                                    |                                                           |
| 9                                                         | 21,80 %                                                   |                                                           | Галенкина Майя Александровна                              | ЛДПР                                                      |                                                           |                                                           | 2399                                                      | 6,41 %                                                    |                                                           |
| 9                                                         | 21,80 %                                                   |                                                           | Голуенко Алиса Владимировна                               | Справедливая Россия                                       |                                                           |                                                           | 1928                                                      | 5,15 %                                                    |                                                           |
| 10                                                        | 21,35 %                                                   |                                                           | Картавцева Лариса Руслановна                              | самовыдвижение                                            | Да                                                        | Единой Россией, Мэрией Москвы                             | 15 497                                                    | 42,41 %                                                   |                                                           |
| 10                                                        | 21,35 %                                                   |                                                           | Дашков Юрий Владимирович                                  | КПРФ                                                      |                                                           | Умным голосованием                                        | 10 786                                                    | 29,52 %                                                   |                                                           |
| 10                                                        | 21,35 %                                                   |                                                           | Суворов Андрей Александрович                              | Справедливая Россия                                       |                                                           |                                                           | 3894                                                      | 10,66 %                                                   |                                                           |
| 10                                                        | 21,35 %                                                   |                                                           | Крюков Алексей Сергеевич                                  | ЛДПР                                                      |                                                           |                                                           | 3761                                                      | 10,29 %                                                   |                                                           |
| 10                                                        | 21,35 %                                                   |                                                           | Дашкевич Игорь Николаевич                                 | Коммунисты России                                         |                                                           |                                                           | 2600                                                      | 7,12 %                                                    |                                                           |
| 11                                                        | 20,69 %                                                   |                                                           | Зубрилин Николай Григорьевич                              | КПРФ                                                      | Да                                                        | Умным голосованием                                        | 15 775                                                    | 44,75 %                                                   |                                                           |
| 11                                                        | 20,69 %                                                   |                                                           | Нифантьев Евгений Олегович                                | самовыдвижение                                            |                                                           | «Единой Россией», Мэрией Москвы                           | 12 167                                                    | 34,52 %                                                   |                                                           |
| 11                                                        | 20,69 %                                                   |                                                           | Рыбин Евгений Евгеньевич                                  | ЛДПР                                                      |                                                           |                                                           | 4593                                                      | 13,03 %                                                   |                                                           |
| 11                                                        | 20,69 %                                                   |                                                           | Лучин Александр Николаевич                                | Справедливая Россия                                       |                                                           |                                                           | 2715                                                      | 7,70 %                                                    |                                                           |
| 12                                                        | 22,54 %                                                   |                                                           | Шапошников Алексей Валерьевич                             | самовыдвижение                                            | Да                                                        | Единой Россией, Мэрией Москвы                             | 14 227                                                    | 42,16 %                                                   |                                                           |
| 12                                                        | 22,54 %                                                   |                                                           | Ефимов Александр Борисович                                | КПРФ                                                      |                                                           | Умным голосованием                                        | 13 087                                                    | 38,78 %                                                   |                                                           |
| 12                                                        | 22,54 %                                                   |                                                           | Ефимов Максим Владимирович                                | ЛДПР                                                      |                                                           |                                                           | 2613                                                      | 7,74 %                                                    |                                                           |
| 12                                                        | 22,54 %                                                   |                                                           | Янковой Никита Леонидович                                 | Справедливая Россия                                       |                                                           |                                                           | 2358                                                      | 6,98 %                                                    |                                                           |
| 12                                                        | 22,54 %                                                   |                                                           | Трофимов Павел Владимирович                               | Коммунисты России                                         |                                                           |                                                           | 1463                                                      | 4,34 %                                                    |                                                           |
| 13                                                        | 21,65 %                                                   |                                                           | Бускин Игорь Владимирович                                 | самовыдвижение                                            |                                                           | Единой Россией, Мэрией Москвы                             | 11 240                                                    | 33,03 %                                                   |                                                           |
| 13                                                        | 21,65 %                                                   |                                                           | Лифанцев Илья Борисович                                   | Справедливая Россия                                       |                                                           | Умным голосованием                                        | 9028                                                      | 26,53 %                                                   |                                                           |
| 13                                                        | 21,65 %                                                   |                                                           | Потапов Александр Владимирович                            | КПРФ                                                      |                                                           |                                                           | 8924                                                      | 26,23 %                                                   |                                                           |
| 13                                                        | 21,65 %                                                   |                                                           | Кравченко Татьяна Алексеевна                              | ЛДПР                                                      |                                                           |                                                           | 3263                                                      | 9,59 %                                                    |                                                           |
| 13                                                        | 21,65 %                                                   |                                                           | Зоммер Денис Валерьевич                                   | Коммунисты России                                         |                                                           |                                                           | 1573                                                      | 4,62 %                                                    |                                                           |
| 14                                                        | 23,06 %                                                   |                                                           | Круглов Максим Сергеевич                                  | Яблоко                                                    |                                                           | Умным голосованием                                        | 15 430                                                    | 41,43 %                                                   |                                                           |
| 14                                                        | 23,06 %                                                   |                                                           | Починок Наталья Борисовна                                 | самовыдвижение                                            |                                                           | «Единой Россией», Мэрией Москвы                           | 8939                                                      | 24,00 %                                                   |                                                           |
| 14                                                        | 23,06 %                                                   |                                                           | Федоров Георгий Владимирович                              | Справедливая Россия                                       |                                                           |                                                           | 5134                                                      | 13,79 %                                                   |                                                           |
| 14                                                        | 23,06 %                                                   |                                                           | Школьников Александр Наумович                             | самовыдвижение                                            |                                                           |                                                           | 3373                                                      | 9,06 %                                                    |                                                           |
| 14                                                        | 23,06 %                                                   |                                                           | Степкин Евгений Валериевич                                | ЛДПР                                                      |                                                           |                                                           | 2328                                                      | 6,25 %                                                    |                                                           |
| 14                                                        | 23,06 %                                                   |                                                           | Клочков Дмитрий Владимирович                              | самовыдвижение                                            |                                                           | Партией перемен                                           | 2036                                                      | 5,47 %                                                    |                                                           |
| 15                                                        | 21,79 %                                                   |                                                           | Савостьянов Сергей Владимирович                           | КПРФ                                                      |                                                           | Умным голосованием                                        | 12 955                                                    | 44,00 %                                                   |                                                           |
| 15                                                        | 21,79 %                                                   |                                                           | Метельский Андрей Николаевич                              | самовыдвижение                                            | Да                                                        | «Единой Россией», Мэрией Москвы                           | 9790                                                      | 33,25 %                                                   |                                                           |
| 15                                                        | 21,79 %                                                   |                                                           | Кустов Алексей Евгеньевич                                 | ЛДПР                                                      |                                                           |                                                           | 2811                                                      | 9,55 %                                                    |                                                           |
| 15                                                        | 21,79 %                                                   |                                                           | Востоков Юрий Александрович                               | самовыдвижение                                            |                                                           |                                                           | 2091                                                      | 7,10 %                                                    |                                                           |
| 15                                                        | 21,79 %                                                   |                                                           | Остриков Иван Владимирович                                | Коммунисты России                                         |                                                           |                                                           | 1797                                                      | 6,10 %                                                    |                                                           |
| 16                                                        | 23,02 %                                                   |                                                           | Тимонов Михаил Леонидович                                 | Справедливая Россия                                       |                                                           | Умным голосованием                                        | 12 293                                                    | 37,57 %                                                   |                                                           |
| 16                                                        | 23,02 %                                                   |                                                           | Молев Антон Ильич                                         | самовыдвижение                                            | Да                                                        | «Единой Россией», Мэрией Москвы                           | 10 419                                                    | 31,85 %                                                   |                                                           |
| 16                                                        | 23,02 %                                                   |                                                           | Андреева Александра Сергеевна                             | КПРФ                                                      |                                                           |                                                           | 5855                                                      | 17,90 %                                                   |                                                           |
| 16                                                        | 23,02 %                                                   |                                                           | Гордиенко Татьяна Владимировна                            | Коммунисты России                                         |                                                           |                                                           | 1466                                                      | 4,48 %                                                    |                                                           |
| 16                                                        | 23,02 %                                                   |                                                           | Косова Вера Александровна                                 | ЛДПР                                                      |                                                           |                                                           | 1395                                                      | 4,26 %                                                    |                                                           |
| 16                                                        | 23,02 %                                                   |                                                           | Андреева Александра Александровна                         | самовыдвижение                                            |                                                           |                                                           | 1290                                                      | 3,94 %                                                    |                                                           |
| 17                                                        | 20,14 %                                                   |                                                           | Максимов Виктор Валерьевич                                | КПРФ                                                      |                                                           | Умным голосованием                                        | 13 505                                                    | 48,15 %                                                   |                                                           |
| 17                                                        | 20,14 %                                                   |                                                           | Татулова Анастасия Анатольевна                            | самовыдвижение                                            |                                                           | Единой Россией, Мэрией Москвы                             | 8318                                                      | 29,66 %                                                   |                                                           |
| 17                                                        | 20,14 %                                                   |                                                           | Медведков Андрей Александрович                            | Справедливая Россия                                       |                                                           |                                                           | 3580                                                      | 12,76 %                                                   |                                                           |
| 17                                                        | 20,14 %                                                   |                                                           | Хованец Илья Николаевич                                   | ЛДПР                                                      |                                                           |                                                           | 2645                                                      | 9,43 %                                                    |                                                           |
| 18                                                        | 25,39 %                                                   |                                                           | Янчук Елена Юрьевна                                       | КПРФ                                                      |                                                           | Умным голосованием                                        | 15 246                                                    | 43,95 %                                                   |                                                           |
| 18                                                        | 25,39 %                                                   |                                                           | Табашников Николай Игоревич                               | самовыдвижение                                            |                                                           | «Единой Россией», Мэрией Москвы                           | 8386                                                      | 24,18 %                                                   |                                                           |
| 18                                                        | 25,39 %                                                   |                                                           | Медведев Антон Владимирович                               | ЛДПР                                                      |                                                           |                                                           | 4629                                                      | 13,44 %                                                   |                                                           |
| 18                                                        | 25,39 %                                                   |                                                           | Марусенко Марья Михайловна                                | самовыдвижение                                            |                                                           |                                                           | 4516                                                      | 13,82 %                                                   |                                                           |
| 18                                                        | 25,39 %                                                   |                                                           | Шестакова Дарья Андреевна                                 | Справедливая Россия                                       |                                                           |                                                           | 1912                                                      | 5,51 %                                                    |                                                           |
| 19                                                        | 20,83 %                                                   |                                                           | Шереметьев Олег Михайлович                                | КПРФ                                                      |                                                           | Умным голосованием                                        | 12 172                                                    | 42,11 %                                                   |                                                           |
| 19                                                        | 20,83 %                                                   |                                                           | Назарова Ирина Александровна                              | самовыдвижение                                            | Да                                                        | «Единой Россией», Мэрией Москвы                           | 11 558                                                    | 39,98 %                                                   |                                                           |
| 19                                                        | 20,83 %                                                   |                                                           | Волков Кирилл Олегович                                    | ЛДПР                                                      |                                                           |                                                           | 2955                                                      | 10,22 %                                                   |                                                           |
| 19                                                        | 20,83 %                                                   |                                                           | Ильин Роман Анатольевич                                   | Коммунисты России                                         |                                                           |                                                           | 2224                                                      | 7,69 %                                                    |                                                           |
| 20                                                        | 23,44 %                                                   |                                                           | Ступин Евгений Викторович                                 | КПРФ                                                      |                                                           | Умным голосованием                                        | 17 496                                                    | 47,39 %                                                   |                                                           |
| 20                                                        | 23,44 %                                                   |                                                           | Шингаркин Максим Андреевич                                | Родина                                                    |                                                           | Единой Россией, Мэрией Москвы                             | 8512                                                      | 23,05 %                                                   |                                                           |
| 20                                                        | 23,44 %                                                   |                                                           | Даниловцев Валерий Валерьевич                             | Справедливая Россия                                       |                                                           |                                                           | 4137                                                      | 11,21 %                                                   |                                                           |
| 20                                                        | 23,44 %                                                   |                                                           | Букреев Виктор Васильевич                                 | ЛДПР                                                      |                                                           |                                                           | 3664                                                      | 9,92 %                                                    |                                                           |
| 20                                                        | 23,44 %                                                   |                                                           | Захаров Дмитрий Александрович                             | Коммунисты России                                         |                                                           |                                                           | 3112                                                      | 8,43 %                                                    |                                                           |
| 21                                                        | 19,77 %                                                   |                                                           | Зюганов Леонид Андреевич                                  | КПРФ                                                      | Да                                                        | Умным голосованием, Мэрией Москвы                         | 17 233                                                    | 60,39 %                                                   |                                                           |
| 21                                                        | 19,77 %                                                   |                                                           | Шевченко Вера Леонидовна                                  | самовыдвижение                                            |                                                           | Единой Россией                                            | 5362                                                      | 18,79 %                                                   |                                                           |
| 21                                                        | 19,77 %                                                   |                                                           | Бородина Екатерина Сергеевна                              | Справедливая Россия                                       |                                                           |                                                           | 3173                                                      | 11,12 %                                                   |                                                           |
| 21                                                        | 19,77 %                                                   |                                                           | Шах Андрей Викторович                                     | ЛДПР                                                      |                                                           |                                                           | 2767                                                      | 9,70 %                                                    |                                                           |
| 22                                                        | 22,26 %                                                   |                                                           | Святенко Инна Юрьевна                                     | самовыдвижение                                            | Да                                                        | Единой Россией, Мэрией Москвы                             | 15 190                                                    | 46,97 %                                                   |                                                           |
| 22                                                        | 22,26 %                                                   |                                                           | Сараев Дмитрий Михайлович                                 | КПРФ                                                      |                                                           | Умным голосованием                                        | 11018                                                     | 34,07 %                                                   |                                                           |
| 22                                                        | 22,26 %                                                   |                                                           | Егоров Антон Олегович                                     | ЛДПР                                                      |                                                           |                                                           | 2475                                                      | 7,65 %                                                    |                                                           |
| 22                                                        | 22,26 %                                                   |                                                           | Монастырев Дмитрий Юрьевич                                | Справедливая Россия                                       |                                                           |                                                           | 1849                                                      | 5,72 %                                                    |                                                           |
| 22                                                        | 22,26 %                                                   |                                                           | Бадмаев Владимир Владимирович                             | Коммунисты России                                         |                                                           |                                                           | 1809                                                      | 5,59 %                                                    |                                                           |
| 23                                                        | 20,47 %                                                   |                                                           | Николаева Елена Леонидовна                                | самовыдвижение                                            |                                                           | Единой Россией, Мэрией Москвы                             | 12 119                                                    | 43,63 %                                                   |                                                           |
| 23                                                        | 20,47 %                                                   |                                                           | Гуличева Елена Геннадьевна                                | КПРФ                                                      |                                                           | Умным голосованием                                        | 10 782                                                    | 38,82 %                                                   |                                                           |
| 23                                                        | 20,47 %                                                   |                                                           | Померанцев Георгий Александрович                          | ЛДПР                                                      |                                                           |                                                           | 2694                                                      | 9,70 %                                                    |                                                           |
| 23                                                        | 20,47 %                                                   |                                                           | Булатов Антон Эминович                                    | Коммунисты России                                         |                                                           |                                                           | 2183                                                      | 7,85 %                                                    |                                                           |
| 24                                                        | 23,07 %                                                   |                                                           | Тарасов Павел Михайлович                                  | КПРФ                                                      |                                                           | Умным голосованием                                        | 15 603                                                    | 40,43 %                                                   |                                                           |
| 24                                                        | 23,07 %                                                   |                                                           | Дягилев Игорь Владимирович                                | самовыдвижение                                            |                                                           | Единой Россией, Мэрией Москвы                             | 13 241                                                    | 34,32 %                                                   |                                                           |
| 24                                                        | 23,07 %                                                   |                                                           | Шереметьев Николай Васильевич                             | ЛДПР                                                      |                                                           |                                                           | 3105                                                      | 8,05 %                                                    |                                                           |
| 24                                                        | 23,07 %                                                   |                                                           | Тарасов Антон Александрович                               | самовыдвижение                                            |                                                           |                                                           | 2975                                                      | 7,71 %                                                    |                                                           |
| 24                                                        | 23,07 %                                                   |                                                           | Абраменко Екатерина Анатольевна                           | Справедливая Россия                                       |                                                           |                                                           | 2565                                                      | 6,65 %                                                    |                                                           |
| 24                                                        | 23,07 %                                                   |                                                           | Балабуткин Алексей Алексеевич                             | Коммунисты России                                         |                                                           |                                                           | 1095                                                      | 2,84 %                                                    |                                                           |
| 25                                                        | 21,70 %                                                   |                                                           | Стебенкова Людмила Васильевна                             | самовыдвижение                                            | Да                                                        | Единой Россией, Мэрией Москвы                             | 11 600                                                    | 38,83 %                                                   |                                                           |
| 25                                                        | 21,70 %                                                   |                                                           | Орел Андрей Викторович                                    | КПРФ                                                      |                                                           | Умным голосованием                                        | 10 488                                                    | 35,10 %                                                   |                                                           |
| 25                                                        | 21,70 %                                                   |                                                           | Меркулов Денис Валерьевич                                 | ЛДПР                                                      |                                                           |                                                           | 2967                                                      | 9,94 %                                                    |                                                           |
| 25                                                        | 21,70 %                                                   |                                                           | Смирнов Сергей Михайлович                                 | Гражданская сила                                          |                                                           |                                                           | 1945                                                      | 6,51 %                                                    |                                                           |
| 25                                                        | 21,70 %                                                   |                                                           | Ракитин Дмитрий Андреевич                                 | Коммунисты России                                         |                                                           |                                                           | 1344                                                      | 4,50 %                                                    |                                                           |
| 25                                                        | 21,70 %                                                   |                                                           | Коцюба Владислав Вадимович                                | Справедливая Россия                                       |                                                           |                                                           | 887                                                       | 2,97 %                                                    |                                                           |
| 25                                                        | 21,70 %                                                   |                                                           | Полищук Станислав Петрович                                | самовыдвижение                                            |                                                           |                                                           | 642                                                       | 2,15 %                                                    |                                                           |
| 26                                                        | 20,14 %                                                   |                                                           | Щитов Кирилл Владимирович                                 | самовыдвижение                                            | Да                                                        | Единой Россией, Мэрией Москвы                             | 10 553                                                    | 38,86 %                                                   |                                                           |
| 26                                                        | 20,14 %                                                   |                                                           | Калинин Владимир Александрович                            | Справедливая Россия                                       |                                                           | Умным голосованием                                        | 7087                                                      | 26,09 %                                                   |                                                           |
| 26                                                        | 20,14 %                                                   |                                                           | Исполатов Андрей Борисович                                | КПРФ                                                      |                                                           |                                                           | 3709                                                      | 13,66 %                                                   |                                                           |
| 26                                                        | 20,14 %                                                   |                                                           | Анисимова Светлана Геннадьевна                            | Коммунисты России                                         |                                                           |                                                           | 3243                                                      | 11,94 %                                                   |                                                           |
| 26                                                        | 20,14 %                                                   |                                                           | Аксенов Илья Андреевич                                    | ЛДПР                                                      |                                                           |                                                           | 2567                                                      | 9,45 %                                                    |                                                           |
| 27                                                        | 21,64 %                                                   |                                                           | Орлов Степан Владимирович                                 | самовыдвижение                                            | Да                                                        | Единой Россией, Мэрией Москвы                             | 12 943                                                    | 42,82 %                                                   |                                                           |
| 27                                                        | 21,64 %                                                   |                                                           | Дрыга Алексей Сергеевич                                   | КПРФ                                                      |                                                           | Умным голосованием                                        | 11 044                                                    | 36,53 %                                                   |                                                           |
| 27                                                        | 21,64 %                                                   |                                                           | Коровин Сергей Николаевич                                 | ЛДПР                                                      |                                                           |                                                           | 2285                                                      | 7,56 %                                                    |                                                           |
| 27                                                        | 21,64 %                                                   |                                                           | Ерохов Сергей Викторович                                  | Справедливая Россия                                       |                                                           |                                                           | 1999                                                      | 6,61 %                                                    |                                                           |
| 27                                                        | 21,64 %                                                   |                                                           | Гоголев Виктор Александрович                              | Коммунисты России                                         |                                                           |                                                           | 1959                                                      | 6,48 %                                                    |                                                           |
| 28                                                        | 20,75 %                                                   |                                                           | Самышина Елена Александровна                              | самовыдвижение                                            |                                                           | Единой Россией, Мэрией Москвы                             | 11 570                                                    | 40,37 %                                                   |                                                           |
| 28                                                        | 20,75 %                                                   |                                                           | Павлинов Аркадий Борисович                                | Справедливая Россия                                       |                                                           | Умным голосованием                                        | 7716                                                      | 26,93 %                                                   |                                                           |
| 28                                                        | 20,75 %                                                   |                                                           | Лазарев Константин Александрович                          | КПРФ                                                      |                                                           |                                                           | 6992                                                      | 24,40 %                                                   |                                                           |
| 28                                                        | 20,75 %                                                   |                                                           | Елисеев Сергей Геннадиевич                                | ЛДПР                                                      |                                                           |                                                           | 2377                                                      | 8,30 %                                                    |                                                           |
| 29                                                        | 18,88 %                                                   |                                                           | Артемьев Олег Германович                                  | самовыдвижение                                            |                                                           | Единой Россией, Мэрией Москвы                             | 11 560                                                    | 43,30 %                                                   |                                                           |
| 29                                                        | 18,88 %                                                   |                                                           | Сергеев Николай Владимирович                              | КПРФ                                                      |                                                           | Умным голосованием                                        | 9288                                                      | 34,79 %                                                   |                                                           |
| 29                                                        | 18,88 %                                                   |                                                           | Чернышов Борис Александрович                              | ЛДПР                                                      |                                                           |                                                           | 3510                                                      | 13,15 %                                                   |                                                           |
| 29                                                        | 18,88 %                                                   |                                                           | Журавский Сергей Владимирович                             | Справедливая Россия                                       |                                                           |                                                           | 2337                                                      | 8,76 %                                                    |                                                           |
| 30                                                        | 21,74 %                                                   |                                                           | Русецкая Маргарита Николаевна                             | самовыдвижение                                            |                                                           | Единой Россией, Мэрией Москвы                             | 9645                                                      | 29,46 %                                                   |                                                           |
| 30                                                        | 21,74 %                                                   |                                                           | Юнеман Роман Александрович                                | самовыдвижение                                            |                                                           |                                                           | 9561                                                      | 29,20 %                                                   |                                                           |
| 30                                                        | 21,74 %                                                   |                                                           | Жуковский Владислав Сергеевич                             | КПРФ                                                      |                                                           | Умным голосованием                                        | 8346                                                      | 25,50 %                                                   |                                                           |
| 30                                                        | 21,74 %                                                   |                                                           | Викулин Петр Николаевич                                   | Коммунисты России                                         |                                                           |                                                           | 2641                                                      | 8,07 %                                                    |                                                           |
| 30                                                        | 21,74 %                                                   |                                                           | Галибин Илья Геннадьевич                                  | ЛДПР                                                      |                                                           |                                                           | 1387                                                      | 4,24 %                                                    |                                                           |
| 30                                                        | 21,74 %                                                   |                                                           | Цыба Алексей Николаевич                                   | Справедливая Россия                                       |                                                           |                                                           | 1156                                                      | 3,53 %                                                    |                                                           |
| 31                                                        | 20,57 %                                                   |                                                           | Никитина Любовь Евгеньевна                                | КПРФ                                                      |                                                           | Умным голосованием                                        | 13 173                                                    | 45,87 %                                                   |                                                           |
| 31                                                        | 20,57 %                                                   |                                                           | Зверев Сергей Иванович                                    | самовыдвижение                                            | Да                                                        | Единой Россией, Мэрией Москвы                             | 8774                                                      | 30,55 %                                                   |                                                           |
| 31                                                        | 20,57 %                                                   |                                                           | Милешин Андрей Леонидович                                 | Коммунисты России                                         |                                                           |                                                           | 2669                                                      | 9,29 %                                                    |                                                           |
| 31                                                        | 20,57 %                                                   |                                                           | Жандарова Юлия Александровна                              | Справедливая Россия                                       |                                                           |                                                           | 2349                                                      | 8,18 %                                                    |                                                           |
| 31                                                        | 20,57 %                                                   |                                                           | Шманцарь Юлия Александровна                               | ЛДПР                                                      |                                                           |                                                           | 1755                                                      | 6,11 %                                                    |                                                           |
| 32                                                        | 22,82 %                                                   |                                                           | Мельникова Ольга Николаевна                               | самовыдвижение                                            |                                                           | Единой Россией, Мэрией Москвы                             | 12 119                                                    | 37,87 %                                                   |                                                           |
| 32                                                        | 22,82 %                                                   |                                                           | Лихачев Клим Сергеевич                                    | КПРФ                                                      |                                                           | Умным голосованием                                        | 11 679                                                    | 36,50 %                                                   |                                                           |
| 32                                                        | 22,82 %                                                   |                                                           | Бернев Владимир Владимирович                              | ЛДПР                                                      |                                                           |                                                           | 2192                                                      | 6,85 %                                                    |                                                           |
| 32                                                        | 22,82 %                                                   |                                                           | Залищак Владимир Борисович                                | Справедливая Россия                                       |                                                           |                                                           | 2192                                                      | 6,85 %                                                    |                                                           |
| 32                                                        | 22,82 %                                                   |                                                           | Падалка Сергей Андреевич                                  | Зелёные                                                   |                                                           |                                                           | 2155                                                      | 6,73 %                                                    |                                                           |
| 32                                                        | 22,82 %                                                   |                                                           | Куликов Денис Павлович                                    | Коммунисты России                                         |                                                           |                                                           | 1665                                                      | 5,20 %                                                    |                                                           |
| 33                                                        | 19,11 %                                                   |                                                           | Гусева Людмила Ивановна                                   | самовыдвижение                                            | Да                                                        | Единой Россией, Мэрией Москвы                             | 14 401                                                    | 42,20 %                                                   |                                                           |
| 33                                                        | 19,11 %                                                   |                                                           | Смирнов Левон Леонидович                                  | КПРФ                                                      |                                                           | Умным голосованием                                        | 11 284                                                    | 33,07 %                                                   |                                                           |
| 33                                                        | 19,11 %                                                   |                                                           | Гринченко Владимир Владимирович                           | ЛДПР                                                      |                                                           |                                                           | 3127                                                      | 9,16 %                                                    |                                                           |
| 33                                                        | 19,11 %                                                   |                                                           | Федоров Павел Сергеевич                                   | Коммунисты России                                         |                                                           |                                                           | 2731                                                      | 8,00 %                                                    |                                                           |
| 33                                                        | 19,11 %                                                   |                                                           | Присняк Виктор Владимирович                               | Родина                                                    |                                                           |                                                           | 1451                                                      | 4,25 %                                                    |                                                           |
| 33                                                        | 19,11 %                                                   |                                                           | Папян Гарегин Гришаевич                                   | Справедливая Россия                                       |                                                           |                                                           | 1132                                                      | 3,32 %                                                    |                                                           |
| 34                                                        | 20,06 %                                                   |                                                           | Семенников Александр Григорьевич                          | самовыдвижение                                            | Да                                                        | Единой Россией, Мэрией Москвы                             | 11 888                                                    | 37,70 %                                                   |                                                           |
| 34                                                        | 20,06 %                                                   |                                                           | Гладкова Юлия Генриховна                                  | КПРФ                                                      |                                                           | Умным голосованием                                        | 11 314                                                    | 35,87 %                                                   |                                                           |
| 34                                                        | 20,06 %                                                   |                                                           | Чирков Максим Андреевич                                   | Справедливая Россия                                       |                                                           |                                                           | 4157                                                      | 13,18 %                                                   |                                                           |
| 34                                                        | 20,06 %                                                   |                                                           | Юриков Антон Вадимович                                    | ЛДПР                                                      |                                                           |                                                           | 2106                                                      | 6,68 %                                                    |                                                           |
| 34                                                        | 20,06 %                                                   |                                                           | Филатов Александр Иванович                                | Коммунисты России                                         |                                                           |                                                           | 2071                                                      | 6,57 %                                                    |                                                           |
| 35                                                        | 21,69 %                                                   |                                                           | Метлина Наталия Борисовна                                 | самовыдвижение                                            |                                                           | Единой Россией, Мэрией Москвы                             | 13 285                                                    | 36,28 %                                                   |                                                           |
| 35                                                        | 21,69 %                                                   |                                                           | Васильев Сергей Иванович                                  | Справедливая Россия                                       |                                                           | Умным голосованием                                        | 10 754                                                    | 29,37 %                                                   |                                                           |
| 35                                                        | 21,69 %                                                   |                                                           | Аграновский Дмитрий Владимирович                          | КПРФ                                                      |                                                           |                                                           | 4485                                                      | 12,25 %                                                   |                                                           |
| 35                                                        | 21,69 %                                                   |                                                           | Рязанов Владимир Викторович                               | Коммунисты России                                         |                                                           |                                                           | 3021                                                      | 8,25 %                                                    |                                                           |
| 35                                                        | 21,69 %                                                   |                                                           | Малахов Сергей Викторович                                 | самовыдвижение                                            |                                                           |                                                           | 2866                                                      | 7,83 %                                                    |                                                           |
| 35                                                        | 21,69 %                                                   |                                                           | Монахов Михаил Игоревич                                   | ЛДПР                                                      |                                                           |                                                           | 2204                                                      | 6,02 %                                                    |                                                           |
| 36                                                        | 21,26 %                                                   |                                                           | Шарапова Ольга Викторовна                                 | самовыдвижение                                            | Да                                                        | Единой Россией, Мэрией Москвы                             | 10 871                                                    | 36,39 %                                                   |                                                           |
| 36                                                        | 21,26 %                                                   |                                                           | Курганский Сергей Борисович                               | КПРФ                                                      |                                                           | Умным голосованием                                        | 10 845                                                    | 36,31 %                                                   |                                                           |
| 36                                                        | 21,26 %                                                   |                                                           | Репников Дмитрий Александрович                            | ЛДПР                                                      |                                                           |                                                           | 3618                                                      | 12,11 %                                                   |                                                           |
| 36                                                        | 21,26 %                                                   |                                                           | Рябцева Олеся Александровна                               | Справедливая Россия                                       |                                                           |                                                           | 2141                                                      | 7,17 %                                                    |                                                           |
| 36                                                        | 21,26 %                                                   |                                                           | Покатаев Алексей Николаевич                               | Коммунисты России                                         |                                                           |                                                           | 1308                                                      | 4,38 %                                                    |                                                           |
| 36                                                        | 21,26 %                                                   |                                                           | Папета Артём Владимирович                                 | самовыдвижение                                            |                                                           |                                                           | 1084                                                      | 3,63 %                                                    |                                                           |
| 37                                                        | 20,69 %                                                   |                                                           | Губенко Николай Николаевич                                | КПРФ                                                      | Да                                                        | Умным голосованием, Мэрией Москвы                         | 20 621                                                    | 61,65 %                                                   |                                                           |
| 37                                                        | 20,69 %                                                   |                                                           | Максимов Юрий Николаевич                                  | ЛДПР                                                      |                                                           |                                                           | 6751                                                      | 20,18 %                                                   |                                                           |
| 37                                                        | 20,69 %                                                   |                                                           | Романович Александр Леонидович                            | Справедливая Россия                                       |                                                           |                                                           | 6076                                                      | 18,17 %                                                   |                                                           |
| 38                                                        | 24,25 %                                                   |                                                           | Козлов Александр Михайлович                               | самовыдвижение                                            |                                                           | Единой Россией, Мэрией Москвы                             | 22 021                                                    | 37,75 %                                                   |                                                           |
| 38                                                        | 24,25 %                                                   |                                                           | Глек Игорь Владимирович                                   | Справедливая Россия                                       |                                                           | Умным голосованием                                        | 15 437                                                    | 26,46 %                                                   |                                                           |
| 38                                                        | 24,25 %                                                   |                                                           | Еремина Людмила Александровна                             | КПРФ                                                      |                                                           |                                                           | 9175                                                      | 15,73 %                                                   |                                                           |
| 38                                                        | 24,25 %                                                   |                                                           | Смирнов Станислав Александрович                           | ЛДПР                                                      |                                                           |                                                           | 6523                                                      | 11,18 %                                                   |                                                           |
| 38                                                        | 24,25 %                                                   |                                                           | Андрусенко Наталия Юрьевна                                | Коммунисты России                                         |                                                           |                                                           | 5179                                                      | 8,88 %                                                    |                                                           |
| 39                                                        | 23,04 %                                                   |                                                           | Головченко Валерий Владимирович                           | самовыдвижение                                            |                                                           | Единой Россией, Мэрией Москвы                             | 14 992                                                    | 37,42 %                                                   |                                                           |
| 39                                                        | 23,04 %                                                   |                                                           | Видьманов Александр Олегович                              | КПРФ                                                      |                                                           | Умным голосованием                                        | 11 945                                                    | 29,81 %                                                   |                                                           |
| 39                                                        | 23,04 %                                                   |                                                           | Безрядов Андрей Валерьевич                                | Справедливая Россия                                       |                                                           |                                                           | 4483                                                      | 11,19 %                                                   |                                                           |
| 39                                                        | 23,04 %                                                   |                                                           | Митяев Александр Константинович                           | ЛДПР                                                      |                                                           |                                                           | 4374                                                      | 10,91 %                                                   |                                                           |
| 39                                                        | 23,04 %                                                   |                                                           | Бестаев Николай Самсонович                                | Коммунисты России                                         |                                                           |                                                           | 4274                                                      | 10,67 %                                                   |                                                           |
| 40                                                        | 19,52 %                                                   |                                                           | Батышева Татьяна Тимофеевна                               | самовыдвижение                                            | Да                                                        | Единой Россией, Мэрией Москвы                             | 13 280                                                    | 38,65 %                                                   |                                                           |
| 40                                                        | 19,52 %                                                   |                                                           | Суханов Игорь Владимирович                                | КПРФ                                                      |                                                           | Умным голосованием                                        | 11 718                                                    | 34,11 %                                                   |                                                           |
| 40                                                        | 19,52 %                                                   |                                                           | Михайловский Александр Всеволодович                       | Справедливая Россия                                       |                                                           |                                                           | 3585                                                      | 10,43 %                                                   |                                                           |
| 40                                                        | 19,52 %                                                   |                                                           | Гераськин Сергей Федорович                                | ЛДПР                                                      |                                                           |                                                           | 2601                                                      | 7,57 %                                                    |                                                           |
| 40                                                        | 19,52 %                                                   |                                                           | Мороз Сергей Борисович                                    | Коммунисты России                                         |                                                           |                                                           | 1866                                                      | 5,43 %                                                    |                                                           |
| 40                                                        | 19,52 %                                                   |                                                           | Матвеев Сергей Иванович                                   | Родина                                                    |                                                           |                                                           | 1308                                                      | 3,81 %                                                    |                                                           |
| 41                                                        | 18,74 %                                                   |                                                           | Герасимов Евгений Владимирович                            | самовыдвижение                                            | Да                                                        | Единой Россией, Мэрией Москвы                             | 12 602                                                    | 42,67 %                                                   |                                                           |
| 41                                                        | 18,74 %                                                   |                                                           | Фролова Ольга Викторовна                                  | КПРФ                                                      |                                                           | Умным голосованием                                        | 10 546                                                    | 35,71 %                                                   |                                                           |
| 41                                                        | 18,74 %                                                   |                                                           | Соболев Алексей Анатольевич                               | самовыдвижение                                            |                                                           |                                                           | 2228                                                      | 7,54 %                                                    |                                                           |
| 41                                                        | 18,74 %                                                   |                                                           | Богатыренко Герман Юрьевич                                | ЛДПР                                                      |                                                           |                                                           | 2154                                                      | 7,30 %                                                    |                                                           |
| 41                                                        | 18,74 %                                                   |                                                           | Павлова Екатерина Геннадьевна                             | Коммунисты России                                         |                                                           |                                                           | 2002                                                      | 6,78 %                                                    |                                                           |
| 42                                                        | 20,83 %                                                   |                                                           | Енгалычева Екатерина Александровна                        | КПРФ                                                      |                                                           | Умным голосованием                                        | 14 298                                                    | 44,06 %                                                   |                                                           |
| 42                                                        | 20,83 %                                                   |                                                           | Никитин Кирилл Михайлович                                 | самовыдвижение                                            |                                                           | Единой Россией, Мэрией Москвы                             | 6948                                                      | 21,41 %                                                   |                                                           |
| 42                                                        | 20,83 %                                                   |                                                           | Раменский Павел Олегович                                  | ЛДПР                                                      |                                                           |                                                           | 3179                                                      | 9,80 %                                                    |                                                           |
| 42                                                        | 20,83 %                                                   |                                                           | Кагарлицкий Борис Юльевич                                 | Справедливая Россия                                       |                                                           |                                                           | 2974                                                      | 9,16 %                                                    |                                                           |
| 42                                                        | 20,83 %                                                   |                                                           | Меньшиков Михаил Васильевич                               | самовыдвижение                                            |                                                           |                                                           | 2936                                                      | 9,05 %                                                    |                                                           |
| 42                                                        | 20,83 %                                                   |                                                           | Коршунова Ольга Сергеевна                                 | Коммунисты России                                         |                                                           |                                                           | 1203                                                      | 3,70 %                                                    |                                                           |
| 42                                                        | 20,83 %                                                   |                                                           | Костычева Марина Александровна                            | Родина                                                    |                                                           |                                                           | 916                                                       | 2,82 %                                                    |                                                           |
| 43                                                        | 24,91 %                                                   |                                                           | Митрохин Сергей Сергеевич                                 | Яблоко                                                    |                                                           | Умным голосованием                                        | 16 120                                                    | 46,28 %                                                   |                                                           |
| 43                                                        | 24,91 %                                                   |                                                           | Кошлаков-Крестовский Дмитрий Владимирович                 | ЛДПР                                                      |                                                           | Мэрией Москвы                                             | 7231                                                      | 20,76 %                                                   |                                                           |
| 43                                                        | 24,91 %                                                   |                                                           | Климентьев Роман Валерьевич                               | КПРФ                                                      |                                                           |                                                           | 6529                                                      | 18,74 %                                                   |                                                           |
| 43                                                        | 24,91 %                                                   |                                                           | Боровик Евгений Михайлович                                | Справедливая Россия                                       |                                                           |                                                           | 4952                                                      | 14,22 %                                                   |                                                           |
| 44                                                        | 23,64 %                                                   |                                                           | Шувалова Елена Анатольевна                                | КПРФ                                                      | Да                                                        | Умным голосованием                                        | 16 710                                                    | 46,47 %                                                   |                                                           |
| 44                                                        | 23,64 %                                                   |                                                           | Свиридов Илья Тимурович                                   | самовыдвижение                                            |                                                           | Единой Россией, Справедливой Россией, Мэрией Москвы       | 15 738                                                    | 43,77 %                                                   |                                                           |
| 44                                                        | 23,64 %                                                   |                                                           | Шалимова Надежда Валерьевна                               | самовыдвижение                                            |                                                           |                                                           | 1793                                                      | 4,99 %                                                    |                                                           |
| 44                                                        | 23,64 %                                                   |                                                           | Нечаева Екатерина Сергеевна                               | ЛДПР                                                      |                                                           |                                                           | 1714                                                      | 4,77 %                                                    |                                                           |
| 45                                                        | 22,93 %                                                   |                                                           | Яндиев Магомет Исаевич                                    | Справедливая Россия                                       |                                                           | Умным голосованием                                        | 12 942                                                    | 41,16 %                                                   |                                                           |
| 45                                                        | 22,93 %                                                   |                                                           | Касамара Валерия Александровна                            | самовыдвижение                                            |                                                           | Единой Россией, Мэрией Москвы                             | 11 014                                                    | 35,03 %                                                   |                                                           |
| 45                                                        | 22,93 %                                                   |                                                           | Турушев Евгений Иванович                                  | ЛДПР                                                      |                                                           |                                                           | 4124                                                      | 13,11 %                                                   |                                                           |
| 45                                                        | 22,93 %                                                   |                                                           | Конев Михаил Андреевич                                    | самовыдвижение                                            |                                                           |                                                           | 3365                                                      | 10,70 %                                                   |                                                           |

## После голосования
На заседании Московской городской избирательной комиссии 10 сентября 2019 года прошедшие выборы в Мосгордуму были признаны состоявшимися и действительными.
Анализируя результаты выборов и степень влияния на них «Умного голосования», Алексей Навальный заявил, в частности, о имевшей место стратегической ошибке, допущенной им. Так, Навальный назвал «досадной» ситуацию в 13 избирательном округе, где победил кандидат, поддержанный «Единой Россией», Игорь Бускин, а второе место заняли Илья Лифанцев от «Справедливой России» (поддержан «Умным голосованием») и Александр Потапов от КПРФ, которые набрали примерно одинаковое количество голосов избирателей (26,53 % и 26,23 % голосов соответственно). Он заявил, что сожалеет о том, что решено было поддержать «активного молодого» Лифанцева, поскольку Потапов — «пожилой и кампании не ведёт», и принёс извинения.
Политолог Александр Пожалов проанализировал влияние «Умного голосования» на результаты выборов. Он отметил, что в целом «Умное голосование» добилось своих целей, поскольку мандаты получили сразу 20 несогласованных кандидатов, но при этом в ряде случаев оно скорее помогло одержать победу кандидатам, поддержанным мэрией. Наиболее яркие примеры эффективности «Умного голосования», по мнению Пожалова, случились в округах № 3 и 45, где победы одержали кандидаты, которые даже не вели избирательной кампании. Также оно оказалось эффективным при поддержке кандидатов от «Яблока», которые уверенно выиграли все 4 округа, в которых баллотировались. Удачным был также выбор кандидатов от КПРФ в периферийных спальных районах, где повестка партии оказалась созвучна настроениям жителей. Ошибочной политолог считает поддержку ряда кандидатов от «Справедливой России», рейтинг которой в столице существенно упал после 2014 года. Наиболее яркие примеры такой ситуации — округа № 13 и 28, где поддержанные «Умным голосованием» кандидаты от «Справедливой России» набрали соответственно всего на 100 и 700 голосов больше, чем кандидаты от КПРФ. Наиболее очевидный пример, когда «Умное голосование» помогло избраться кандидату от «Единой России» — округ № 30, где поддержанный кандидат занял только третье место, а занявшему второе место Роману Юнеману не хватило всего 85 голосов для победы. Ошибкой политолог считает также и выбор кандидатов для «Умного голосования» в некоторых округах северо-запада столицы (№ 4, 5 и 9), где были поддержаны кандидаты от КПРФ. В соседних округах достаточно легко выигрывали представители либеральной оппозиции (кандидаты от «Яблока»), потому выбор идеологически чуждых местным избирателям коммунистов оставил часть протестно настроенных избирателей дома. С другой стороны, по мнению социолога, власти тоже совершали ошибки. Например, снятие кандидатов от «Яблока» в округах № 11 и 44 помогло консолидировать протестные голоса кандидатам от КПРФ и в итоге выиграть в этих округах. Тот же эффект был и в округе № 8 от снятия Ивана Жданова. Впоследствии Леонид Волков частично согласился с выводами Пожалова, признав выбор «Умного голосования» в округах № 13, 28 и 30 ошибочным.
Кроме того, достоверность официальных результатов голосования в избирательном округе № 30 вызвали сомнения у представителей оппозиции. Итоги на традиционных избирательных участках сильно отличаются от итогов на участке № 5003 с дистанционным электронным голосованием. На обычных участках выиграл оппозиционный независимый кандидат Роман Юнеман, но благодаря дистанционному электронному голосованию поддержанная мэрией Москвы и «Единой Россией» Маргарита Русецкая вышла вперёд и получила депутатский мандат. 12 декабря 2019 года команда Романа Юнемана совместно с экспертами выпустила доклад и анонсировала запуск сайта, на котором собрала хронологию событий и все ключевые факты о электронном голосовании. После отказа Мосгоризбиркома пересмотреть результаты электронного голосования, Юнеман обратился в суд с требованием их отмены. Чертановский районный суд в иске Юнеману отказал, а после подачи апелляции Мосгорсуд оставил в силе решение суда первой инстанции.
16 сентября 2019 года Алексей Навальный заявил, что у него оказались данные 12 тыс. участников электронного голосования на выборах депутатов Московской городской думы, при этом сказав, что то, что список оказался в его распоряжении, «ещё раз доказывает: система „электронного голосования“ и близко не обладает должным уровнем безопасности». В свою очередь, заместитель руководителя департамента информационных технологий Москвы Артем Костырко заявил, что список, состоящий из фамилий, имён и отчеств 12 тыс. избирателей, принявших участие в голосование электронно, не являлся секретным и был доступен в течение дня голосования председателям участковых избирательных комиссий, добавив, что, по его мнению, Навальный получил данные о избирателях не из базы мэрии Москвы.
17 сентября газета «Коммерсантъ» и телеканал «Дождь» со ссылкой на собственные источники опубликовали информацию о рассмотрении властями вопроса трудоустройства проигравшего на выборах главы московского отделения «Единой России» Андрея Метельского, согласно которой он может быть назначен советником мэра Москвы Сергея Собянина либо уполномоченным по защите прав бизнесменов. В дальнейшем в СМИ о работе Метельского не сообщалось, после выборов он сохранил пост секретаря московского отделения «Единой России».
11 декабря 2019 года Центральная избирательная комиссия России приняла постановление, в котором признала прошедшую избирательную кампанию по выборам депутатов Мосгордумы соответствующей избирательному законодательству, но указала на нарушения в работе окружных избирательных комиссий при проверке подписей избирателей — по мнению ЦИК России, некоторые из них ошибочно были признаны недействительными, имели место «неоднократные случаи некорректного или произвольного толкования установленных законом оснований для признания подписей недействительными». Для повышения качества работы окружных комиссий Центризбирком постановил обратиться к мэру Москвы Сергею Собянину и новоизбранной Московской городской думе с предложением, в частности, совместно с МГИК принять меры по введению в московские территориальные избиркомы сотрудников, которые могли бы работать на постоянной основе. При этом председатель ЦИК России Элла Памфилова заявила, что в комиссию не поступало жалоб, которые бы ставили под сомнение итоги голосования.
В феврале 2020 года депутаты фракции КПРФ вновь избранной Мосгордумы направили в ЦИК России письмо с требованием отставки председателя МГИК Валентина Горбунова, возглавлявшего Мосгоризбирком с 1994 года, поскольку, по мнению депутатов, комиссия под его руководством не сможет должным образом обеспечить проведение в городе голосования по вопросу принятия поправок к Конституции России, а сам Горбунов несёт ответственность «лично за грубые нарушения законодательства, а также за отсутствие равных избирательных прав для всех кандидатов на выборах в столичную Думу». Ранее, в частности в августе 2019 года, кандидаты в депутаты Мосгордумы от фракции этой партии на встрече с Эллой Памфиловой также заявляли о требовании отставки Горбунова. Памфилова заявила, что выражение Центризбиркомом недоверия председателю МГИК возможно с учётом всех собранных фактов о предстоявших выборах в Мосгордуму, поскольку «это назрело». С 2019 года Валентин Горбунов был болен (по данным «Коммерсантъ» — онкологическим заболеванием) и проходил лечение, в связи с чем не присутствовал на заседании ЦИК России 11 декабря 2019 года. В середине марта 2020 года, находясь в больнице, он подал в отставку с поста председателя МГИК по состоянию здоровья, 29 марта умер после продолжительной болезни.